# استفنی شی
استِـفنی شِـی (انگلیسی: Stephanie Sheh؛ زادهٔ ۱۰ آوریل ۱۹۷۷) صداپیشه، مدیر دوبلاژ، نویسنده، تهیه‌کننده فیلم و خواننده تایوانی‌تبار اهل ایالات متحده آمریکا است. وی در کالیفرنیای شمالی بزرگ شد اما بیشتر دوران کودکی خود را در تایوان گذراند. او از تبار مردم هان است و در دانشگاه کالیفرنیا، لس آنجلس تحصیل کرد.